# Antônio Gonçalves
Antônio Gonçalves là một đô thị thuộc bang Bahia, Brasil. Đô thị này có diện tích 316,13 km², dân số năm 2007 là 9747 người, mật độ 30,83 người/km².